# Nagyrákos
Nagyrákos é um município da Hungria, situado no condado de Vas. Tem 16,11 km² de área e sua população em 2015 foi estimada em 267 habitantes.